# 7805 Moons
7805 Moons è un asteroide della fascia principale. Scoperto nel 1960, presenta un'orbita caratterizzata da un semiasse maggiore pari a 2,2746505 UA e da un'eccentricità di 0,1338992, inclinata di 4,26887° rispetto all'eclittica.